# Jorge Jiménez de la Jara
Jorge Adolfo Jiménez de la Jara (25 de mayo de 1943) es un médico, académico y político democratacristiano chileno, que se desempeñó como ministro de Estado —en la cartera de Salud— durante el gobierno presidente Patricio Aylwin, desde 1990 hasta 1992.

## Primeros años de vida
Es hijo de Óscar Jiménez Pinochet, ministro de Salud en el segundo gobierno del presidente Carlos Ibáñez del Campo y durante la presidencia de Salvador Allende, y de Eliana de la Jara Parada, y es hermano de Mónica Jiménez, quien fuera ministra de Educación de la presidenta Michelle Bachelet, en su primera administración y sobrino del ex parlamentario democratacristiano, Renato Emilio de la Jara P.
Estudió su pregrado en la Facultad de Medicina de la Pontificia Universidad Católica (PUC) entre 1961 y 1967, obteniendo su bachillerato en biología en 1963, su licenciatura en medicina en 1968 y su título de médico cirujano en 1968.
En 1971-1974 realizó su beca en pediatría en el Hospital Roberto del Río y una beca de enfermedades respiratorias en la Universidad de Londres en 1974.
En 1988 obtuvo un master en salud pública en la Universidad Johns Hopkins.

## Vida pública
El 11 de marzo de 1990 fue nombrado como titular del Ministerio de Salud por el presidente de la República Patricio Aylwin.
Durante su gestión debió enfrentar un brote de cólera (1991), el rechazo de la Iglesia católica a la campaña nacional de prevención del Sida (1992) y la fuerte oposición del Colegio Médico por los problemas en los servicios de urgencia, especialmente en la Región Metropolitana.
El 7 de julio de 1992 los trabajadores de la atención primaria de salud realizaron un paro nacional de 24 horas, que por primera vez abarcó también los servicios de urgencia del sistema, en demanda de mejores sueldos y el establecimiento de la carrera funcionaria.[cita requerida]
Renunció abruptamente en octubre de ese año, en medio de las fuertes presiones ejercidas por los médicos de los servicios de urgencia, liderados por Enrique Accorsi, Juan Luis Castro y Hernán Sandoval, en su calidad de consejero regional del Colegio Médico.
Entre otras actividades fue presidente del Consejo Ejecutivo de la Organización Mundial de la Salud (2000) y consultor de la Comisión Nacional de Reforma de Salud de Chile (2000).
Entre 1995 y 1998 fue embajador de Chile en Italia.
Posteriormente se desempeñó como profesor de Salud Pública en la Universidad Católica de Chile.